# 十河信二
十河 信二（そごう しんじ、1884年（明治17年）4月14日 - 1981年（昭和56年）10月3日）は、日本の鉄道官僚、政治家。愛媛県西条市長（在任1945年（昭和20年） - 1946年（昭和21年））、第4代日本国有鉄道（国鉄）総裁（在任1955年（昭和30年） - 1963年（昭和38年））を務めた。「新幹線の父」と呼ばれた。西条市名誉市民第1号。

## 青年時代
1884年（明治17年）愛媛県新居郡中村（中萩村、中萩町を経て、現在の新居浜市）に十河鍋作・ソウの二男として生まれる。1897年（明治30年）愛媛県尋常中学校東予分校（現在の愛媛県立西条高等学校）に入学した。卒業後、上京し受験準備のために正則英語学校（現在の正則学園高等学校）に入学した。1902年（明治35年）第一高等学校に入学した。1905年（明治38年）東京帝国大学法科大学政治学科に入学し、在学中に東京音楽学校在学のキクと結婚した。1909年（明治42年）に大学卒業後、鉄道院に入庁し、鉄道院書記に任命される。

## 官僚時代
時の鉄道院総裁であった後藤が標準軌への改軌を唱えており、その薫陶を受け、実現構想を島安次郎らと共に立てたことが後の新幹線構想に影響を与えた。1917年（大正6年）、鉄道視察のために1年間アメリカに留学した。その際、アメリカとの国力の差を知り、戦争に至らないためにも日中協力の必要性を痛感する。鉄道院では主に経理畑を歩み、36歳で経理局会計課長に就任した。
その後、関東大震災の復興のために設立された帝都復興院に金井清や太田圓三とともに出向し、後藤と共に復興事業に携わるが、土地売買に関わる贈収賄疑惑（復興局疑獄事件）に巻き込まれて逮捕される。第1審では有罪の判決が下ったが、十河は冤罪を訴えて控訴し、控訴審で無罪を勝ち取った。しかし、逮捕によって退官することを余儀なくされた。

## 南満洲鉄道理事時代
無罪となった後、元鉄道大臣で南満洲鉄道（満鉄）総裁の仙石貢の誘いにより、1930年（昭和5年）7月に満鉄の理事（商事部担当）に就任した。
1931年（昭和6年）9月に勃発した満洲事変に対して満鉄首脳部が全体的に事変拡大反対の姿勢を取る中、十河は満鉄理事の中でただ1人関東軍を支持した。十河は事変拡大に消極的だった内田康哉満鉄総裁と本庄繁関東軍司令官の会談を設け、内田を急進的な事変拡大派に転向させることに成功する。この会談以後、満鉄は関東軍に協力して満洲事変の拡大を進めていった。
1932年（昭和7年）1月、満洲国の経済政策立案を行う機関として満鉄経済調査会が設置され、同調査会の初代委員長に就任する。
1934年（昭和9年）7月、任期満了により満鉄理事を退任した。
1935年（昭和10年）12月、華北の経済開発を進める国策会社として興中公司が設立され、同社社長に就任した。
1937年（昭和12年）2月に誕生した林銑十郎内閣において組閣参謀を務めるも、林内閣は4か月という短命に終わる。
1938年（昭和13年）11月、興中公司が北支那開発株式会社の子会社になると共に興中公司を離れる。
終戦直前の1945年（昭和20年）7月、故郷の愛媛県で第2代西条市長に就任した。

## 終戦後国鉄総裁へ

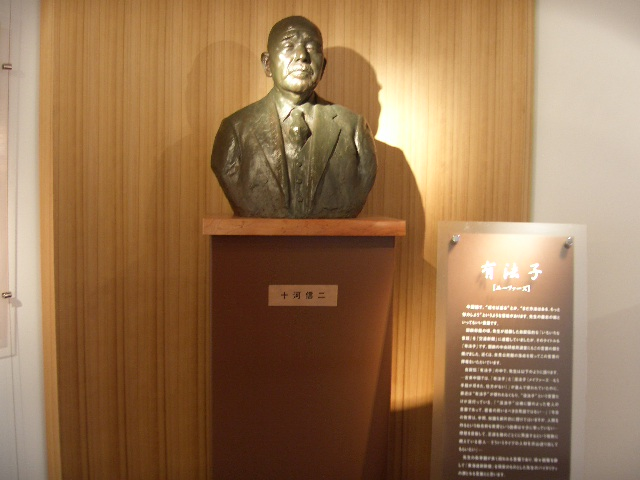
十河信二像（十河信二記念館内）　伊藤五百亀 作

1946年（昭和21年）4月に市長を辞任した後は日本経済復興協会会長や鉄道弘済会会長を務める。一方で、1954年（昭和29年）9月に国鉄の青函連絡船洞爺丸が台風により転覆して1000人以上の死者を出し（洞爺丸事故）、翌1955年（昭和30年）5月には宇高連絡船紫雲丸が沈没して168人が死亡（紫雲丸事故）する。3代目総裁長崎惣之助が引責辞任するも、赤字体質と相次ぐ事故による世間の批判集中により、後任の成り手がいなかった。
国鉄を心配する十河に、「そんなに言うんなら、あんたがやったらどうか」と、白羽の矢が立つが、年齢と健康を理由に固辞する。しかし、同じ四国出身の国会議員で日本民主党総務会長の三木武吉に「君は赤紙を突き付けられても祖国の難に赴くことを躊躇する不忠者か」と説得され、「俺は不忠者にはならん」と言い、同年5月15日に総裁職を引き受けてしまう。結局71歳という高齢でありながら、5月20日に第4代日本国有鉄道総裁に就任した。翌1956年（昭和31年）には、産業計画会議委員（議長・松永安左エ門）に就任する。
当時は大事故が立て続けに起こり、国鉄の信用は地に墜ちていた。そこで登板した十河に対し、「鉄道博物館から引っ張りだされた古機関車」との酷評もあった。それに対し総裁就任時、「最後のご奉公と思い、赤紙を受けて戦場に行く兵士のつもりで、鉄路を枕に討ち死にの覚悟で職務にあたる」という挨拶をして、信用の回復を第1目標とする形で引き受けた。

## 東海道新幹線建設
就任後、新幹線研究報告を要請した際、当時の国鉄技師長藤井松太郎が「広軌新幹線を作る金もシステムも国鉄には無い。適当にあしらっておけ。」と答えたため、十河は「技師長にはもっと視野の広い人物に座ってもらいたい。替わってくれ!」と激怒し、技師長の職を辞任させ、常務理事として国鉄の中枢部に異動させた（ただし国鉄内部での影響力を考慮すると、昇進であるといえる）。
藤井を辞職させた後には1951年（昭和26年）の桜木町事故で引責辞任し、政治がらみに嫌気が差していた国鉄OBで親子2代国鉄マンの島秀雄を「一緒にお父さんの仇討ちをしよう」と口説き、副総裁格の技師長として復帰させた。この時、十河本人の提案と島の意思により、島の立場は総裁の1つ下、副総裁と同格にしようと企むも、実現には法律（日本国有鉄道法）の改正が必要になるため、断念した。島はあくまで「国鉄内部での」副総裁格とすることになった。また、「政治とカネはオレが引き受けるから」と言い、自らは政治的手腕をふるい、島とともに新幹線建設計画を主導・推進した。さらに主要幹線の電化・ディーゼル化（無煙化）や複線化を推し進め、オンライン乗車券発売システム「マルス」を導入して座席券販売の効率化を図るなど、当時高度経済成長で大きく伸びていた輸送需要への対応に努めた。
このほか、1957年（昭和32年）には地方の経営自由度を高めるため、新たに支社制度を導入し、本社が持っていた220項目の権限を支社に移管させた。十河の在任期間中国鉄の収支は持ち直し、黒字決算を続けた。1959年（昭和34年）には、自伝『有法子』（交通協力会）を出している。

## 世界銀行からの鉄道借款
新幹線工事にあたり、5年間で総額3千億円という予算問題に直面した十河は、国会で予算を通すために、1959年（昭和34年）に1972億円で国会承認を受け、残りは政治的駆け引きで押していくことにした。
こうして十河の傍若無人をよく思わない政治家・国鉄幹部との熾烈な駆け引きが始まったが、旧友吉田茂の鶴の一声で、何とか2期目の総裁続投が決まった。
一方、新幹線計画に耳を傾けていた大蔵大臣佐藤栄作の助言により、世界銀行に1億ドルの鉄道借款を申し入れたのである。今後内閣の政策方針が変わろうとも、外圧がかかれば、国は予算変更できず、新幹線計画は続行できるという趣旨のためであった。
結果、2年後に8千万ドルの借款を受けることに成功し、「これで新幹線はできたも同然！」と十河は喜んだ。
しかし1962年（昭和37年）5月に三河島事故が発生し、この時は責任処理のため踏み留まったものの、最終的に東海道新幹線の建設予算超過の責任を背負う形で総裁に再任されず、東海道新幹線開通前年の1963年（昭和38年）5月19日に任期満了の形で退任した。在任8年は歴代国鉄総裁の中で最長であった。
だが、十河の退任後に佐藤栄作から大蔵大臣の座を継いだ田中角栄が日本鉄道建設公団の設立を宣言し、新線建設の弾みとする代わりに東海道新幹線のさらなる予算増加を認めるよう働きかけたことで、1963年度の補正予算審議ならびに翌年度の本予算審議で予算増額が承認され、新幹線の予算問題は解決した。

## 新幹線の完成
1964年10月1日、東京駅の東海道新幹線ホームで挙行された出発式には、国鉄は十河も島も招待しなかった。十河は自宅のテレビで見守っていたそうだが、当日10時からの国鉄本社での開業記念式典には招かれ、昭和天皇から銀杯を賜っている。しかし、後々に十河や島が「新幹線の父」と呼ばれるに至り、マスコミが彼らを紹介する際には、必ずといっていいほど「国鉄は新幹線の開通式に彼らを招待しなかった」という説明をするようになったため、これは国鉄にとって痛恨事となってしまった。

## その後

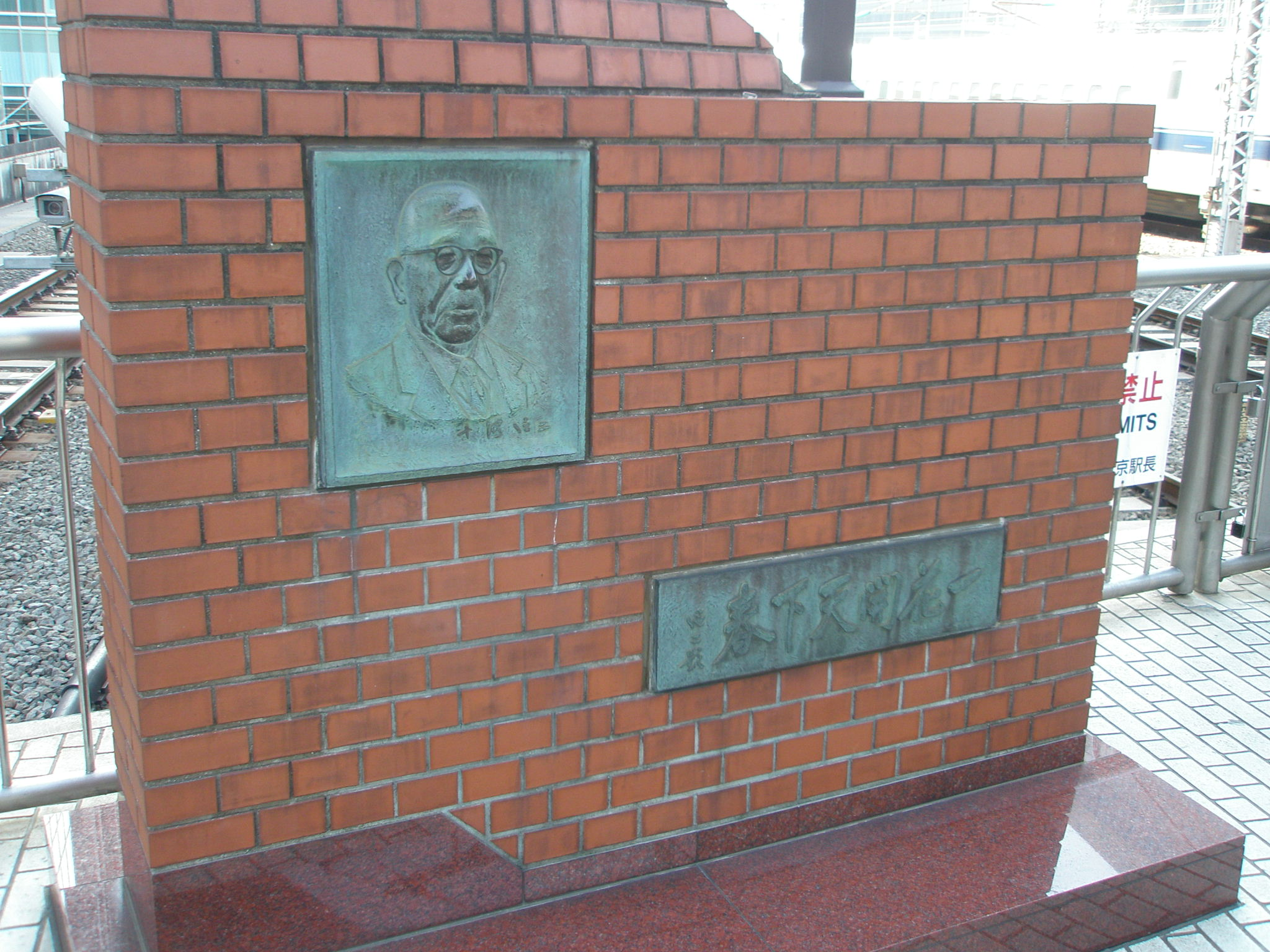
レリーフ東京駅

1969年（昭和44年）9月29日、西条市初の名誉市民となった。帰省し市内各所で大歓迎を受けた。
1973年（昭和48年）に東海道新幹線の東京駅18・19番ホーム先端に東京駅新幹線建設記念碑が建立されたが、その碑には功績を讃えて十河のレリーフと座右の銘である「一花開天下春」の文字が刻まれている。
1977年（昭和52年）、協会の発足時より会長を務めていた日本経済復興協会会長を退任した。
1981年（昭和56年）10月3日、国鉄中央鉄道病院で肺炎のため死去した。墓所は杉並区理性寺。
2007年（平成19年）11月26日、愛媛県西条市のJR伊予西条駅横に、遺品などを展示した「十河信二記念館」が開館した。記念館の玄関前と館内に十河の胸像が展示されている。

## 栄典
- 1930年（昭和5年）12月5日 - 帝都復興記念章[4]
- 1964年（昭和39年）11月3日 - 勲一等瑞宝章

## エピソード

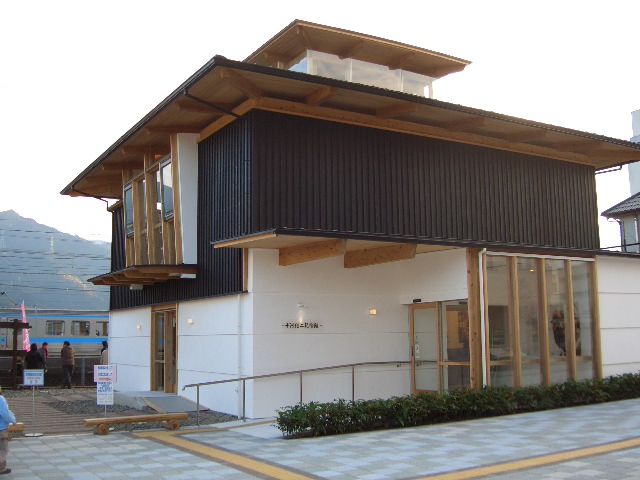
十河信二記念館（愛媛県西条市）

- 俳句を趣味としていた。俳号は春雷子。俳号の意味を問われた十河は「春の雷は音はするが害はない」と答えたという。詠んだ俳句は以下

　待たるるや 庭の桜の 咲く春を
　二万キロ　鉄路伝いに　春の雷
 　老兵の　消えて跡なき　夏野かな
- 旧制一高から東京帝大に進んだ当時のエリートであったことから、実家には見合いの申し込みがいくつも寄せられた。それに業を煮やした十河は東京帝大在学中に早々に結婚してしまい、縁談を持ち込んだ者たちを激怒させたという。その後、長年連れ添った妻のキクは総裁在任中の1958年に死去した。十河の悲しみは深く、葬儀の際に遺影に「さようなら」と叫んで絶句したという。また、娘の1人は第2代国鉄総裁の加賀山之雄と結婚したため、十河と加賀山は義理の親子の関係に当たる。
- 戦前に現在の東京都文京区本郷に建てた私邸は、戦後GHQの接収を受け、返還後は国鉄の保養所として利用されていた。現在は解体されて現存しないが、建材の一部が同じ文京区内の特別養護老人ホームで使用されている[5]。
- 遺志を汲んで新幹線で故郷・新居浜に帰った十河の遺骨と遺影は、車掌の計らいでグリーン車に設けられた安置所に置かれ、各停車駅で待ち受ける多くの国鉄マンの敬礼に送られた。乗客たちも遺影に手を合わせたという。
- 座右の銘は「有法子」（ユーファーズ）。中国語で「為せば成る」「諦めず努力すれば解決方法はある」といった意味である。この文字を記した扁額は十河が国鉄総裁在任の時期（1960年）に公開された映画「大いなる旅路」の劇中に見ることもできる。
- 四国に帰郷した際、香川県にある十河城などに立ち寄っていたという。
- 日本テレビの番組『はじめまして!一番遠い親戚さん』（2022年8月10日放送）において、石原家（石原慎太郎、石原裕次郎、石原伸晃、石原良純）、斎藤友佳理（バレリーナ）などと遠縁であることが判明した[6]。
- 東海道新幹線開通直後に「新幹線を東京と大阪との間以外の地域で建設したら、大変なことになる。」と述べたという[7]。
- 作家の尾崎士郎は、1937年8月に『中央公論』の特派員として中国北部に派遣された際に十河と知己を得た。翌年に夏目漱石の『坊っちゃん』の後日談として『新編坊ちゃん』[8]を執筆するにあたり、十河を主人公のモデルとした。後年テレビドラマ化された際、尾崎は若き日の十河について、「ゾロッとした美男」ではなく「タフガイ」と形容している[9]。

## 著書
- 『北支経済の開発』、新日本同盟、1937年
- 『幹線の電化』、日本国有鉄道、1956年
- 『有法子』、交通協力会、1959年
  - 『有法子 十河信二自伝』、ウェッジ文庫、2010年

- アックウォース『鉄道経済要論』、笠間杲雄と共訳、鉄道共攻会、1910年

### 伝記
- 牧久『不屈の春雷　十河信二とその時代　上・下』、ウェッジ、2013年
- 高橋団吉『新幹線を走らせた男　国鉄総裁十河信二物語』、デコ、2015年

## 演じた俳優
- 永田靖 - 「大いなる旅路」 （1960年・東映）国鉄の機関士とその一家の30年にわたる物語。
- 藤田進 - 「海峡｣（1982年・東宝）－青函トンネル事業を描いた作品。
- 三國連太郎 - ｢新幹線をつくった男たち｣（2004年11月3日・テレビ東京）- 新幹線開発プロジェクトを描いたドラマ。
- 大林丈史 - ｢トライ・エイジ～三世代の挑戦～「第一回　島家三代の物語｣（2011年2月・NHK-BS）- 日本の鉄道発展を技術者の立場から支えた島一族の物語。
- 古本新乃輔 - 「復興せよ! 後藤新平と大震災2400日の戦い」（2012年1月22日・讀賣テレビ放送） - 後藤新平と復興院の若き俊秀らに焦点を当てたドキュメンタリードラマ。
- 伊東四朗 - 「妻たちの新幹線｣（2014年・NHK）－東海道新幹線開業50周年に贈る、「超特急」という夢を支えた家族の絆の物語。
- 大地康雄 - 「BS1スペシャル メガプロジェクト 開拓者たちの決断「新幹線の父 不屈の闘い」」（2016年10月2日・NHK BS1）－東京五輪まであと4年。新しい地平に挑むヒントを求めて、巨大なプロジェクトに挑んだパイオニアたちの闘いを見つめる、再現ドラマつきドキュメンタリー番組シリーズ第1回。
- 上條恒彦 - 「世界に誇る夢の超特急〜新幹線開発物語」（2017年3月26日、BS-TBS）